# Scouting for Girls
Scouting for Girls – brytyjska grupa muzyczna założona w 2005 r. przez Roya Stride'a, Grega Churchouse'a and Petera Ellarda.

## Muzycy
- Roy Stride - wokal, instrumenty klawiszowe, gitara
- Greg Churchouse - gitara basowa
- Peter Ellard - perkusja

## Dyskografia

### Albumy
- 2007 - Scouting for Girls
- 2010 - Everybody Wants to Be on TV
- 2012 - THE LIGHT BETWEEN US

### Single
- 2007: She's So Lovely
- 2007: Elvis Ain't Dead
- 2008: Heartbeat
- 2008: It's Not About You
- 2009: I Wish I Was James Bond
- 2009: Keep on Walking
- 2010: This Ain't a Love Song
- 2010: Famous
- 2010: Don't Want to Leave You